# Malawi az 1988. évi nyári olimpiai játékokon
Malawi a dél-koreai Szöulban megrendezett 1988. évi nyári olimpiai játékok egyik részt vevő nemzete volt. Az országot az olimpián 3 sportágban 16 sportoló képviselte, akik érmet nem szereztek.

## Atlétika
Férfi
| Versenyző          | Versenyszám | Előfutam | Előfutam | Előfutam | Negyeddöntő | Negyeddöntő | Negyeddöntő | Elődöntő | Elődöntő | Elődöntő | Döntő         | Döntő         |
| Versenyző          | Versenyszám | Idő      | Hely.    | Össz.    | Idő         | Hely.       | Össz.       | Idő      | Hely.    | Össz.    | Idő           | Helyezés      |
| ------------------ | ----------- | -------- | -------- | -------- | ----------- | ----------- | ----------- | -------- | -------- | -------- | ------------- | ------------- |
| Odiya Silweya      | 200 m       | 22,24    | 6.       | 61.      | kiesett     | kiesett     | kiesett     | kiesett  | kiesett  | kiesett  | kiesett       | kiesett       |
| Odiya Silweya      | 400 m       | 49,73    | 8.       | 65.      | kiesett     | kiesett     | kiesett     | kiesett  | kiesett  | kiesett  | kiesett       | kiesett       |
| Kenneth Dzekedzeke | 800 m       | 1:50,60  | 6.       | 46.      | kiesett     | kiesett     | kiesett     | kiesett  | kiesett  | kiesett  | kiesett       | kiesett       |
| Kenneth Dzekedzeke | 1500 m      | 4:02,61  | 13.      | 54.      |             |             |             | kiesett  | kiesett  | kiesett  | kiesett       | kiesett       |
| Charles Naveko     | 10 000 m    | 31:23,53 | 20.      | 39.      |             |             |             |          |          |          | kiesett       | kiesett       |
| George Mambosasa   | 5000 m      | 14:30,01 | 15.      | 44.      |             |             |             | kiesett  | kiesett  | kiesett  | kiesett       | kiesett       |
| George Mambosasa   | Maraton     |          |          |          |             |             |             |          |          |          | nem ért célba | nem ért célba |
| John Mwathiwa      | Maraton     |          |          |          |             |             |             |          |          |          | 2:51:43       | 87.           |

## Kerékpározás

### Országúti kerékpározás
Férfi
| Versenyző                                                 | Versenyszám     | Idő                  | Helyezés      |
| --------------------------------------------------------- | --------------- | -------------------- | ------------- |
| Dyton Chimwaza                                            | Mezőnyverseny   | 4:52:43 (+20:21)     | 109.          |
| George Nayeja                                             | Mezőnyverseny   | nem ért célba        | nem ért célba |
| Amadu Yusufu                                              | Mezőnyverseny   | nem ért célba        | nem ért célba |
| Dyton Chimwaza Daniel Kaswanga George Nayeja Amadu Yusufu | Csapat időfutam | 2:32:37,6 (+34:49,9) | 30.           |

## Ökölvívás
| Versenyző           | Versenyszám   | Selejtező                       | 32-es főtábla                           | Nyolcaddöntő              | Negyeddöntő       | Elődöntő          | Döntő             | Helyezés |
| Versenyző           | Versenyszám   | Ellenfél Eredmény               | Ellenfél Eredmény                       | Ellenfél Eredmény         | Ellenfél Eredmény | Ellenfél Eredmény | Ellenfél Eredmény | Helyezés |
| ------------------- | ------------- | ------------------------------- | --------------------------------------- | ------------------------- | ----------------- | ----------------- | ----------------- | -------- |
| Peter Ayesu         | Légsúly       | erőnyerő                        | Benjamin Mwangata (TAN) · 0:5           | kiesett                   | kiesett           | kiesett           | kiesett           | 17.      |
| Evance Malenga      | Pehelysúly    | Ulaipalota Tauatama (WSM) · 0:5 | kiesett                                 | kiesett                   | kiesett           | kiesett           | kiesett           | 33.      |
| John Elson Mkangala | Könnyűsúly    | erőnyerő                        | George Cramne (SWE) · 0:5               | kiesett                   | kiesett           | kiesett           | kiesett           | 17.      |
| Lyton Mphande       | Kisváltósúly  | Jhapat Singh Bhujel (NEP) · 5:0 | Kampompo Miango (ZAI) · mérkőzés nélkül | Anthony Mwamba (ZAM) · KO | kiesett           | kiesett           | kiesett           | 9.       |
| Boston Simbeye      | Váltósúly     | Alfred Ankamah (GHA) · KO       | kiesett                                 | kiesett                   | kiesett           | kiesett           | kiesett           | 33.      |
| M'tendere Makalamba | Nagyváltósúly | erőnyerő                        | Roy Jones (USA) · KO                    | kiesett                   | kiesett           | kiesett           | kiesett           | 17.      |
| Helman Palije       | Középsúly     | erőnyerő                        | Henry Maske (GDR) · 0:5                 | kiesett                   | kiesett           | kiesett           | kiesett           | 17.      |

RSC – a mérkőzésvezető megállította a mérkőzést